# Cappadocia (Italia)
Cappadocia es un municipio italiano situado en la provincia de L'Aquila, en Abruzos. Tiene una población estimada, a fines de julio de 2024, de 570 habitantes.

## Demografía
| Gráfica de evolución demográfica de Cappadocia entre 1861 y 2024 |
|                                                                  |
| fuente: ISTAT - Elaboración gráfica a cargo de Wikipedia         |